# يفغيني كيريلوف
يفغيني كيريلوف مواليد 14 يوليو 1987 في مايتشي، روسيا، هو لاعب كرة مضرب روسي بدأ مسيرته كمحترف سنة 2003م يلعب باليد اليمنى ويحتل حالياً المرتبة رقم. 264 (يوليو 23، 2012) في تصنيف رابطة محترفي كرة المضرب. أعلى تصنيف له في الفردي كان المركز الـ 205 في سنة 2010م. أعلى تصنيف له في الزوجي كان المركز الـ 195 في سنة 2008م.

## روابط خارجية
- يفغيني كيريلوف على موقع رابطة محترفي التنس (الإنجليزية)
- يفغيني كيريلوف على موقع الاتحاد الدولي لكرة المضرب (الإنجليزية)
- يفغيني كيريلوف على موقع خلاصة التنس.كوم (الإنجليزية)
- يفغيني كيريلوف على موقع إي إس بي إن.كوم (الإنجليزية)